# Arend Heyting
Arend Heyting (Amsterdam aux Pays-Bas, 9 mai 1898 - Lugano en Suisse, 9 juillet 1980) est un mathématicien et logicien néerlandais. Il était un élève de Luitzen Egbertus Jan Brouwer à l'université d'Amsterdam, et a beaucoup contribué à ce que la logique intuitionniste fasse partie de la logique mathématique.